# بيتر هاينز (لاعب كرة قدم)
بيتر هاينز (بالإنجليزية: Peter Hynes)‏ هو لاعب كرة قدم أيرلندي، ولد في 28 نوفمبر 1983 في دبلن في جمهورية أيرلندا. لعب مع أستون فيلا ودرودا يونايتد وديري سيتي ونادي تاموورث ونادي دوندالك ونادي دونكاستر روفرز ونادي شيلبورن ونادي كلية جامعة دبلن ونادي يميريك.

## وصلات خارجية
- بيتر هاينز على موقع قاعدة بيانات كرة القدم.إي يو (الإنجليزية)
- بيتر هاينز على موقع Soccerbase.com (لاعب) (الإنجليزية)